# Chaleur Humaine
| Совокупная оценка  | Совокупная оценка |
| Источник           | Оценка            |
| ------------------ | ----------------- |
| Metacritic         | 85/100            |
| Оценки критиков    |                   |
| Источник           | Оценка            |
| Billboard          | [ 3 ]             |
| The Guardian       | [ 4 ]             |
| La Presse          | [ 5 ]             |
| Les Inrockuptibles | 4.5/5             |
| Mojo               | [ 2 ]             |
| The Observer       | [ 7 ]             |
| Pitchfork Media    | 8/10              |
| Q                  | [ 2 ]             |
| Spin               | 8/10              |
| Uncut              | [ 2 ]             |

Chaleur Humaine (англ.: Human Warmth) — дебютный студийный альбом французской инди-поп исполнительницы и автора песен Элоизы Летисье (фр. Héloïse Letissier), более известной под псевдонимом Christine and the Queens, вышедший в 2014 году во Франции и в 2016 году в Великобритании. В США вышел под названием Christine and the Queens. Chaleur Humaine достиг вторых мест в британском хит-параде, в чартах Франции и Шотландии, а также позиции № 1 в Бельгии и Ирландии. Два сингла из этого альбома — Saint Claude и Christine (Tilted — англоязычная версия) — принесли певице всеобщую популярность в её родной стране, а также в Бельгии. В 2015 году на 30-й церемонии награждения в рамках музыкального фестиваля Victoires de la musique певица получает две награды из пяти номинаций, в том числе «Лучшая исполнительница года». Продажи Chaleur Humaine в Великобритании превысили 60 тыс. копий и альбом получил серебряный сертификат BPI, а во Франции тираж превысил 600000 копий.
Журнал NME включил Chaleur Humaine в свой список 50 лучших альбомов 2016 года на позиции № 3.

## История
Альбом получил положительные отзывы музыкальной критики и интернет-изданий. Сайт Metacritic дал рейтинг в 85 баллов на основе 11 рецензий.
В первую неделю альбом дебютировал во Франции на позиции № 4 (июнь 2014), а в феврале 2015 года достиг № 2. Он также был на первом месте в Бельгии. Англоязычная версия диска вышла в Великобритании в феврале 2016 и дебютировала в мае 2016 года на позиции № 85 в UK Albums Chart. Затем повторно попала в чарт на место № 8 в июне 2016 непосредственно перед своим хорошо принятом публикой концертом на Glastonbury Festival. В итоге альбом достиг позиции № 2 в неделю с 29 июля 2016 года. В Ирландии альбом дебютировал на третьем месте в Irish Albums Chart в июне 2016, и позднее достиг позиции № 1 (21 июля 2016).
Альбом был номинирован на премию IMPALA Album для лучших альбомов года от независимых европейских лейблов (European independent Album of the Year Award, среди прошлых победителей которых были Coexist группы The xx, 21 певицы Adele и другие).
| Публикация      | Список                        | Год  | Ранг | Ссылка |
| --------------- | ----------------------------- | ---- | ---- | ------ |
| The Guardian    | Best Albums of 2016           | 2016 | 8    | [ 20 ] |
| The Independent | Best Albums of 2016           | 2016 | 20   | [ 21 ] |
| Mojo            | The 50 Best Albums of 2016    | 2016 | 46   | [ 22 ] |
| NME             | NME’s Albums of the Year 2016 | 2016 | 3    | [ 23 ] |
| Rough Trade     | Albums of the Year            | 2016 | 16   | [ 24 ] |

## Список композиций
Оригинальное французское издание 2014 года было перезаписано для англоязычной публики и для релиза в США в 2016 году с помощью продюсера Ash Workman. Также произведена замена двух треков на три новые песни. Две из них записаны при участии соисполнителей: «Jonathan» (вместе с Perfume Genius, и «No Harm Is Done» вместе с рэпером Tunji Ige).
| №   | Название            | Автор(ы)                     | {{{extra_column}}} | Длительность |
| --- | ------------------- | ---------------------------- | ------------------ | ------------ |
| 1.  | «iT»                | Héloïse Letissier            | Letissier          | 3:38         |
| 2.  | «Saint Claude»      | Letissier                    |                    | 3:59         |
| 3.  | «Christine»         | Letissier                    |                    | 3:54         |
| 4.  | «Science Fiction»   | Letissier                    |                    | 3:39         |
| 5.  | «Paradis perdus»    | Christophe Jean Michel Jarre |                    | 3:35         |
| 6.  | «Half Ladies»       | Letissier                    |                    | 4:18         |
| 7.  | «Chaleur humaine»   | Letissier                    |                    | 3:57         |
| 8.  | «Narcissus Is Back» | Letissier                    |                    | 3:28         |
| 9.  | «Ugly-Pretty»       | Letissier                    |                    | 3:25         |
| 10. | «Nuit 17 à 52»      | Letissier                    |                    | 4:22         |
| 11. | «Here»              | Letissier                    |                    | 4:27         |

| №   | Название                                  | Автор(ы)                           | Длительность |
| --- | ----------------------------------------- | ---------------------------------- | ------------ |
| 1.  | «iT»                                      | Héloïse Letissier                  | 3:38         |
| 2.  | «Saint Claude»                            | Letissier                          | 4:01         |
| 3.  | «Tilted»                                  | Letissier                          | 3:53         |
| 4.  | «No Harm Is Done» (при участии Tunji Ige) | Noah Breakfast Tunji Ige Letissier | 3:30         |
| 5.  | «Science Fiction»                         | Letissier                          | 3:38         |
| 6.  | «Paradis perdus»                          | Christophe Jean Michel Jarre       | 3:35         |
| 7.  | «Half Ladies»                             | Letissier                          | 4:18         |
| 8.  | «Jonathan» (при участии Perfume Genius)   | Letissier                          | 3:24         |
| 9.  | «Narcissus is Back»                       | Letissier                          | 3:28         |
| 10. | «Safe and Holy»                           | Letissier                          | 4:07         |
| 11. | «Night 52»                                | Letissier                          | 4:21         |
| 12. | «Here»                                    | Letissier                          | 4:27         |

## Чарты
| Чарт (2014—2016)                       | Высшая позиция |
| -------------------------------------- | -------------- |
| Австралия (ARIA)                       | 8              |
| Бельгия/Фландрия (Ultratop)            | 5              |
| Бельгия/Валлония (Ultratop)            | 1              |
| Нидерланды (Album Top 100)             | 25             |
| Франция (SNEP)                         | 2              |
| Ирландия (IRMA)                        | 1              |
| Новая Зеландия (RMNZ)                  | 8              |
| Шотландия (Scottish Albums Chart)      | 2              |
| Швейцария (Schweizer Hitparade)        | 7              |
| Великобритания (UK Albums Chart)       | 2              |
| США (Billboard Top Heatseekers Albums) | 7              |
| США (Billboard Top Rock Albums)        | 48             |

## Сертификации
| Регион | Сертификация  | Продажи |
| --- | ------------- | ------- |
| Бельгия (BEA) | Платиновый    | 30 000* |
| Франция (SNEP) | Бриллиантовый | 850,000 |
| Швейцария (IFPI Switzerland) | Платиновый    | 20 000  |
| Великобритания (BPI) | Золотой       | 231,898 |
| * Данные о продажах приведены только на основе сертификации. · Данные о продажах + прослушиваниях приведены только на основе сертификации. |               |         |